# Liste von Söhnen und Töchtern der Stadt Salvador (Bahia)
Die Liste von Söhnen und Töchtern der Stadt Salvador (Bahia) zählt Personen auf, die in der Hauptstadt Salvador des brasilianischen Bundesstaates Bahia geboren wurden. Die Liste erhebt keinen Anspruch auf Vollständigkeit.

## 18. Jahrhundert
- Vicente Alexandre de Tovar (1744–1808), römisch-katholischer Prälat von Goiás

## 19. Jahrhundert
- Cláudio José Gonçalves Ponce de Leão (1841–1924), römisch-katholischer Bischof von Goiás und Erzbischof von Porto Alegre
- Antônio de Castro Alves (1847–1871), Dichter im Kampf gegen die Sklaverei
- Ruy Barbosa de Oliveira (1849–1923), Schriftsteller, Jurist und Politiker
- Abdon Baptista (1851–1922), Politiker
- José Joaquim Seabra (1855–1942), Politiker und Jurist
- Rodolfo Amoedo (1857–1941), Maler und Hochschullehrer
- Manoel da Silva Gomes (1874–1950), römisch-katholischer Erzbischof von Fortaleza
- Francisco de Assis Pires (1880–1960), Bischof von Crato
- Carlos Alberto Moniz Gordilho (1887–1958), Diplomat
- Antônio de Sá Pereira (1888–1966), Pianist und Musikpädagoge
- Mestre Pastinha (1889–1981), „Capoeirista“ und Entwickler der Capoeira Angola
- Luiz Menezes (1897–unbekannt), Fußballspieler
- Mestre Bimba (1899–1974), „Capoeirista“ und Entwickler der Capoeira Regional

## 20. Jahrhundert
- Mário Santos (1903–1990), Diplomat
- Luís Gonzaga da Cunha Marelim (1904–1991), katholischer Ordensgeistlicher und Bischof von Caxias do Maranhão
- Irmã Dulce (1914–1992), Ordensfrau und Selige der römisch-katholischen Kirche, 2019 heiliggesprochen
- Hélio de Burgos Cabal (1915–2002), Wirtschaftswissenschaftler, Politiker und Diplomat
- Milton Soares Gomes dos Santos (1916–1974), Komponist
- Manuel Marinho Alves (1926–1961), Fußballspieler, bekannt als Maneca
- Antônio Carlos Magalhães (1927–2007), Politiker
- Herval Sales Galvão (* 1930), Fußballspieler, bekannt als Bombeiro
- Flávio dos Santos (1930–1993), Fußballspieler
- Zózimo Alves Calazães (1932–1977), Fußballspieler
- Mário da Nova Bahia (1932–2011), Fußballspieler
- Chica Xavier (1932–2020), Schauspielerin
- Astrud Gilberto (1940–2023), Sängerin
- Gilberto Gil (* 1942), Musiker und Politiker
- Jamary Oliveira (1944–2020), Komponist
- Raul Seixas (1945–1989), Musiker
- Gal Costa (1945–2022), Sängerin
- Rosa Passos (* 1952), Sängerin und Gitarristin
- Rubem Dantas (* 1954), Jazzmusiker
- Cristóvão Borges (* 1959), Fußballspieler und -trainer
- Letieres Leite (1959–2021), Jazzmusiker und Arrangeur
- Daúde (* 1961), Sängerin, Schauspielerin und Fotomodell
- Carlinhos Brown (* 1962), Musiker
- Margareth Menezes (* 1962), Sängerin
- Bebeto (* 1964), Fußballspieler
- Daniela Mercury (* 1965), Sängerin
- Danilo Marcelino (* 1966), Tennisspieler
- Rommulo Vieira Conceição (* 1968), Hochschullehrer und bildender Künstler
- Claudia Vilshöfer (* 1968), deutsche Autorin von Psychothrillern
- Lucas Santtana (* 1970), Musiker
- Oséas Reis dos Santos (* 1971), Fußballspieler
- Robert da Silva Almeida (* 1971), Fußballspieler
- Orlando Silva de Jesus Júnior (* 1971), Politiker
- Alex Sandro Santana de Oliveira (* 1973), Fußballspieler
- Tony Kanaan (* 1974), Automobilrennfahrer
- Juninho (* 1977), Fußballspieler
- Pitty (* 1977), Musiker
- Nelson Veras (* 1977), Jazzgitarrist
- Lyoto Machida (* 1978), Kampfsportler
- Edvaldo Valério (* 1978), Schwimmer
- Humberlito Borges Teixeira (* 1980), Fußballspieler
- Danilo Gomes (* 1981), Fußballspieler
- Adriana Lima (* 1981), Topmodel
- Robert de Pinho de Souza (* 1981), Fußballspieler
- Edmilson dos Santos Silva (* 1982), Fußballspieler
- Dante (* 1983), Fußballspieler
- Jeferson Gusmao Maciel (* 1986), Fußballspieler
- Cauê Santos da Mata (* 1986), Fußballspieler
- Jaqueline Goes de Jesus (* 1989), Biomedizinerin und Hochschullehrerin
- Keno (* 1989), Fußballspieler
- Morgana Moreno (* 1990), Flötistin, Komponistin
- Emerson Brito dos Santos (* 1991), Fußballspieler
- Beatriz Ferreira (* 1992), Boxerin
- Júnior Batista (* 1993), Fußballspieler
- Alex Flávio Santos Luz (* 1993), Fußballspieler
- Joedison Teixeira (* 1994), Boxer
- Walace (* 1995), Fußballspieler
- Rodrigo Becão (* 1996), Fußballspieler
- Rafael Matheus Costa (* 2000), Fußballspieler

## 21. Jahrhundert
- Danilo (* 2001), Fußballspieler
- Diego Rosa (* 2002), Fußballspieler